# Bicyclus camerunia
Bicyclus camerunia är en fjärilsart som beskrevs av Embrik Strand 1914. Bicyclus camerunia ingår i släktet Bicyclus och familjen praktfjärilar. Inga underarter finns listade i Catalogue of Life.